# Çiftlik (Niğde)
Çiftlik est une ville et un district de la province de Niğde dans la région de l'Anatolie centrale en Turquie.